# Steven Mack

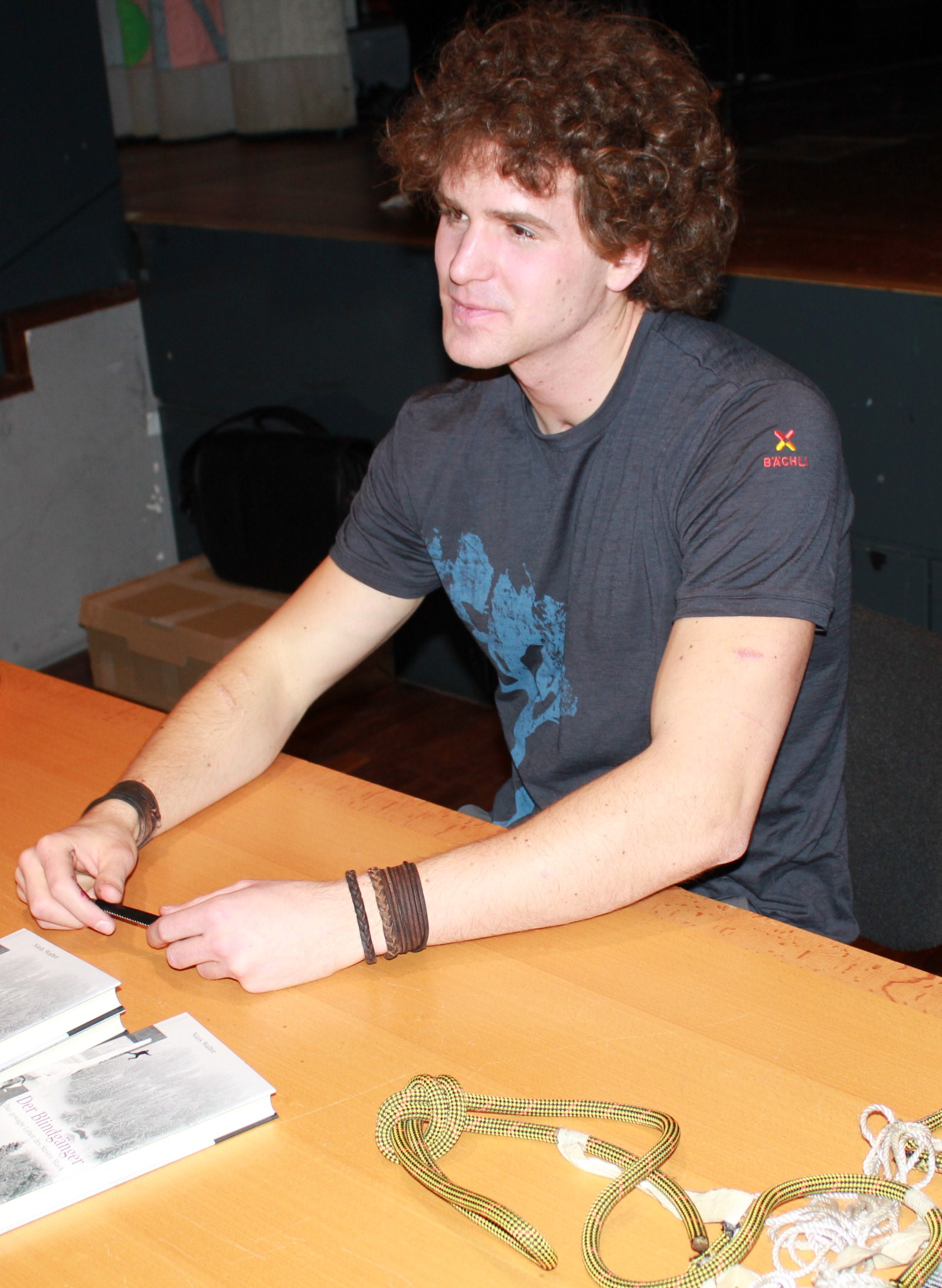
Steven Mack (2012)

Steven Mack (* 9. März 1986 in Volketswil) ist ein ehemaliger Schweizer Extremsportler. Mit 20 Jahren überlebte er bei einem verunglückten Pendelsprung einen Sturz aus 150 Metern Höhe von der Walliser Ganterbrücke. Nach seinem Unfall wurde er als blinder Kletterer bekannt und seine Lebensgeschichte wurde in den Medien sowie in einem Sachbuch thematisiert.

## Leben
Steven Mack wuchs mit seinem Bruder Brian und seiner Mutter Germaine in Volketswil auf, wo er auch die Schule besuchte. In Zürich lernte er den Beruf des Hochbauzeichners. In seiner Freizeit übte er Klettern und Extremsportarten aus. Am 28. Mai 2006 rissen bei einem Pendelsprung von der 150 Meter hohen Ganterbrücke die beiden Seile. Steven Mack stürzte in die Tiefe, sein Sturz wurde von einem Baum abgebremst und über eine Hütte prallte er auf den felsigen Waldboden. Er verletzte sich schwer, überlebte aber. Die Ärzte diagnostizierten ein schweres Schädel-Hirn-Trauma und zählten über 40 Knochenbrüche, die meisten davon am Kopf. Nachdem er aus dem Koma aufwachte, wurde ausserdem eine Erblindung festgestellt. Als Ursache des Unglücks wird ein womöglich an Bauteilen der Brücke durch Wind verheddertes Seil vermutet, das auch das Redundanzseil durch Schmelzbeschädigung zum Reißen brachte.
Das Schweizer Fernsehen produzierte 2008 einen Dokumentarfilm über Steven Mack. Im August 2011 erschien seine Lebensgeschichte in Buchform unter dem Titel Der Blindgänger – Das gewagte Leben des Steven Mack und erreichte den ersten Platz der nationalen Sachbuch-Bestsellerliste. Steven Mack lebt in Adelboden mit seiner Frau und zwei Kindern.

## Buch
- Niels Walter: Der Blindgänger. Das gewagte Leben des Steven Mack.  Wörterseh, Gockhausen 2011, ISBN 978-3-03763-018-1